# Addams Family Values (datorspel)
Addams Family Values är en Actionrollspel baserad på filmen med samma namn som producerats av Ocean Software och släpptes 1995 för Sega Mega Drive och Super NES.